# Luís da Grã
Luis da Grã ou Luís da Gram (Lisboa, 1523 — Pernambuco, 16 de novembro de 1609) foi um sacerdote jesuíta português. Reitor do Colégio da Companhia de Jesus em Coimbra, acompanhou o segundo governador-geral do Brasil, Duarte da Costa, quando da vinda deste ao Brasil em 1553. Na colônia brasileira, atuou na catequese da população local.

## Biografia
Luís da Grã nasceu em Lisboa em 1523, filho de Antônio Taveira. Formou-se em direito civil e filosofia na Universidade de Coimbra, onde chegou a ser reitor. Entrou para a Companhia de Jesus em 1543. Recomendado por Miguel de Torres, visitador de Portugal, foi enviado para o Brasil na mesma nau em que viajavam o segundo governador-geral do Brasil, Duarte da Costa, e o futuramente famoso José de Anchieta. 
No Brasil, Luís da Grã se dedicou à conversão e catequese dos índios e dos colonos portugueses, além de ser colateral (substituto) do provincial (líder) da companhia no Brasil, Manuel da Nóbrega. Com este, Luís teve algumas divergências, por ser contra a posse de bens pela companhia e contra o uso do trabalho escravo pela companhia. 
Foi reitor do Colégio da Companhia de Jesus na Bahia em 1554-1556 e 1574-1575. Foi também supervisor da capitanias do sul do Brasil. Era fluente no tupi antigo falado pelos indígenas. Fundou vários povoados, como: São Miguel do Taperaguá (1561), Nossa Senhora da Assunção de Tapepigtangia (1561), Bom Jesus de Tatuapara, São Pedro de Saboig e Nossa Senhora de Camamu (1561). Em 1560, foi elevado ao cargo de provincial da Companhia de Jesus no Brasil devido a problemas de saúde de Manuel da Nóbrega. Em 1584, foi nomeado reitor do colégio da companhia em Pernambuco. Morreu nesta capitania em 16 de novembro de 1609.